# Al-Ansari
Storayatollah Murtada al-Ansari (også translittereret som Mortaza Ansari og Murtada al-Ansari) (født 13. maj 1800, død 18. november 1864) blev anset for sin tids største storayatollah, hvorfra standard Tolver Shiisme til dato har funderet store dele af sin retsvidenskabelige praksis.